# Michele Gesualdi
Michele Gesualdi (Bovino, 21 dicembre 1943 – Calenzano, 18 gennaio 2018) è stato un politico, sindacalista e scrittore italiano.
Fu sindacalista della CISL, segretario provinciale di Firenze, presidente della Provincia di Firenze dal 1995 al 2004.

## Biografia
Fu uno dei primi sei allievi di don Lorenzo Milani con cui visse per 13 anni a Barbiana (Vicchio) insieme al fratello  Francesco Gesualdi; divenne egli stesso assistente della scuola di Barbiana, dal 1966 al 1967.
Trasferitosi per lavoro e studio in Germania, rientrò in Italia dedicandosi all'impegno sindacale. 
Esponente di spicco della CISL fiorentina, si ritirò dall'incarico nel 1995, in concomitanza con la candidatura a presidente della provincia, per il Partito Popolare Italiano, sostenuto dall'intero centro-sinistra. Fu il primo presidente della provincia di Firenze eletto direttamente dai cittadini, nel 1995, e fu riconfermato successivamente nel 1999. Nel 2002 aderì a La Margherita. 
Dopo il secondo mandato, dal 2004 si dedicò attivamente alla Fondazione Don Lorenzo Milani, di cui fu presidente assieme ad altri allievi del religioso. 
Pur non avendo più ricoperto cariche amministrative, rimase membro del Partito Democratico in Toscana, abbandonando l'attività politica in seguito all'insorgere della sclerosi laterale amiotrofica. 
Nel marzo 2017 scrisse una lettera aperta ai Presidenti delle due Camere, esortandoli ad affrettare l'iter burocratico per la legge al riguardo del testamento biologico. La legge 219 fu approvata, anche grazie al suo appello, il 14 dicembre 2017 .
Gesualdi morì un mese dopo, per le complicazioni della malattia neurodegenerativa.

## Opere
- Michele Gesualdi, Don Lorenzo Milani: l'esilio di Barbiana, San Paolo Edizioni, 2016, ISBN 978-88-215-9956-9.
- Michele Gesualdi (a cura di), Lorenzo Milani Perché mi hai chiamato, San Paolo Edizioni, 2013 ISBN 978-88-215-7927-1
- Michele Gesualdi (a cura di), Don Lorenzo Milani La parola fa eguale, 2005 (nuova edizione 2019) Libreria Editrice Fiorentina, ISBN 88-89264-58-6.
- Michele Gesualdi (a cura di), Il ponte di Luciano, Libreria Editrice Fiorentina, 2008, ISBN 9788895421308.
- Michele Gesualdi (a cura di), Il Catechismo di don Lorenzo Milani, Libreria Editrice Fiorentina, 1983, ISBN 9788889264355.
- Michele Gesualdi (a cura di), Lettere di don Lorenzo Milani priore di Barbiana, San Paolo Edizioni, 2007 (Prima edizione delle Lettere, Mondadori, 1970), ISBN 978-88-215-6000-2.
- Michele Gesualdi (a cura di), Una lezione alla scuola di Barbiana, Libreria Editrice Fiorentina, 2004